# Кировский район (Красноярск)
Ки́ровский райо́н — один из районов Красноярска, расположенный на правом берегу реки Енисей. Назван в честь русского революционера и политика Сергея Кирова. С этого района началась каменная застройка правого берега, первым зданием стала гостиница для летчиков-полярников (Авиадом) — во время Великой Отечественной войны служившая квартирой для пилотов трассы «Аляска-Сибирь». В Кировском районе находятся Институт цветных металлов и золота СФУ, Красноярский театр юного зрителя, городской архив, храм Рождества Христова.

## Население
| 1959     | 1970     | 1979     | 1989     | 2002     | 2009     | 2010     |
| -------- | -------- | -------- | -------- | -------- | -------- | -------- |
| 107 569  | ↘102 328 | ↗127 225 | ↗134 824 | ↘117 156 | ↘117 043 | ↘114 715 |
| 2013     | 2014     | 2015     | 2016     | 2017     | 2021     |          |
| ↗115 452 | ↗115 835 | ↘115 756 | ↗116 400 | ↗116 575 | ↗125 182 |          |

## Экономика
В районе действуют 7 промышленных предприятий, 4 — транспортных, 55 предприятий бытового обслуживания, 30 коммерческих структур.

## Образование
Имеется два ВУЗа, 5 техникумов, 2 НИИ.

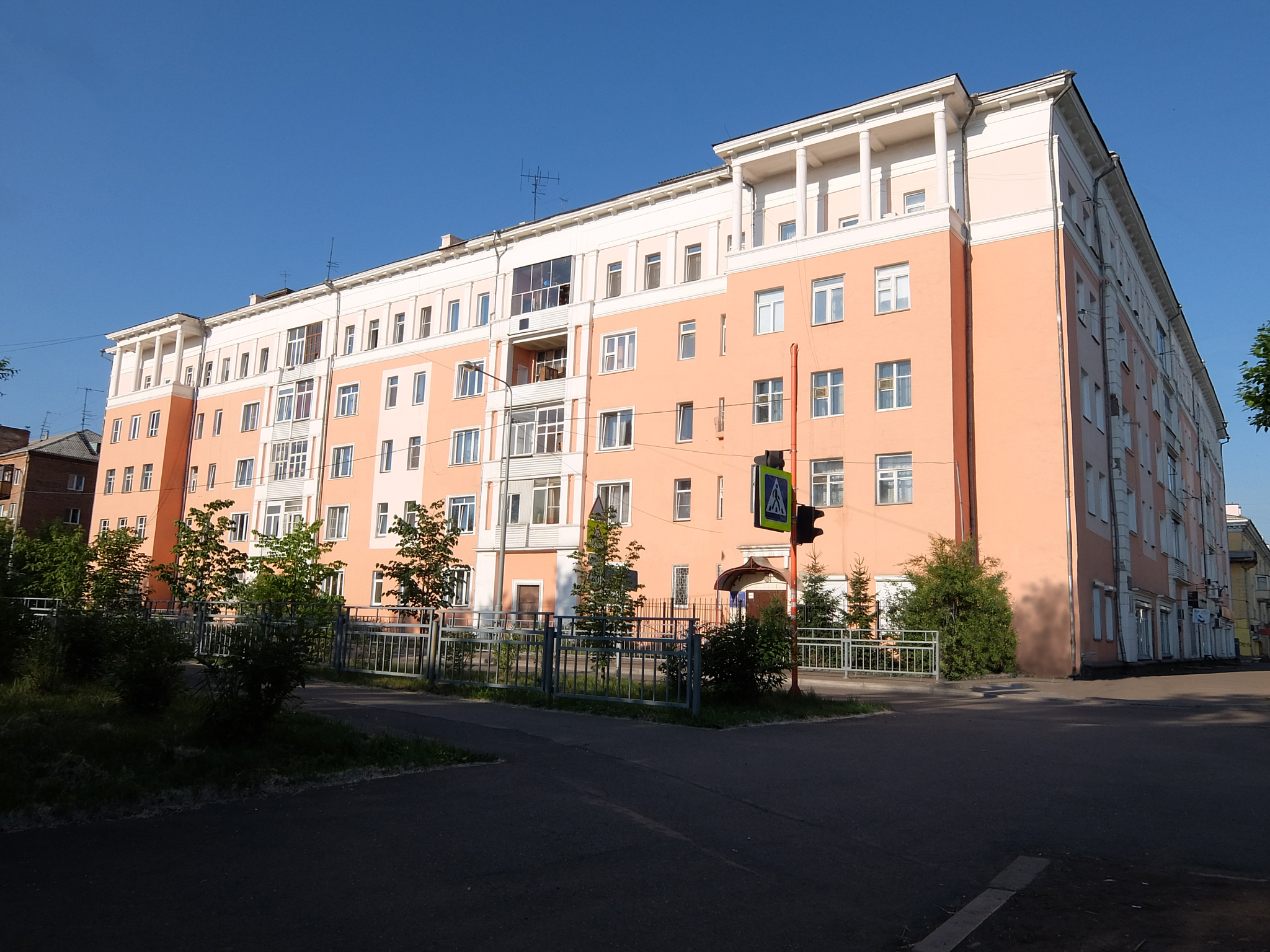
Авиадом
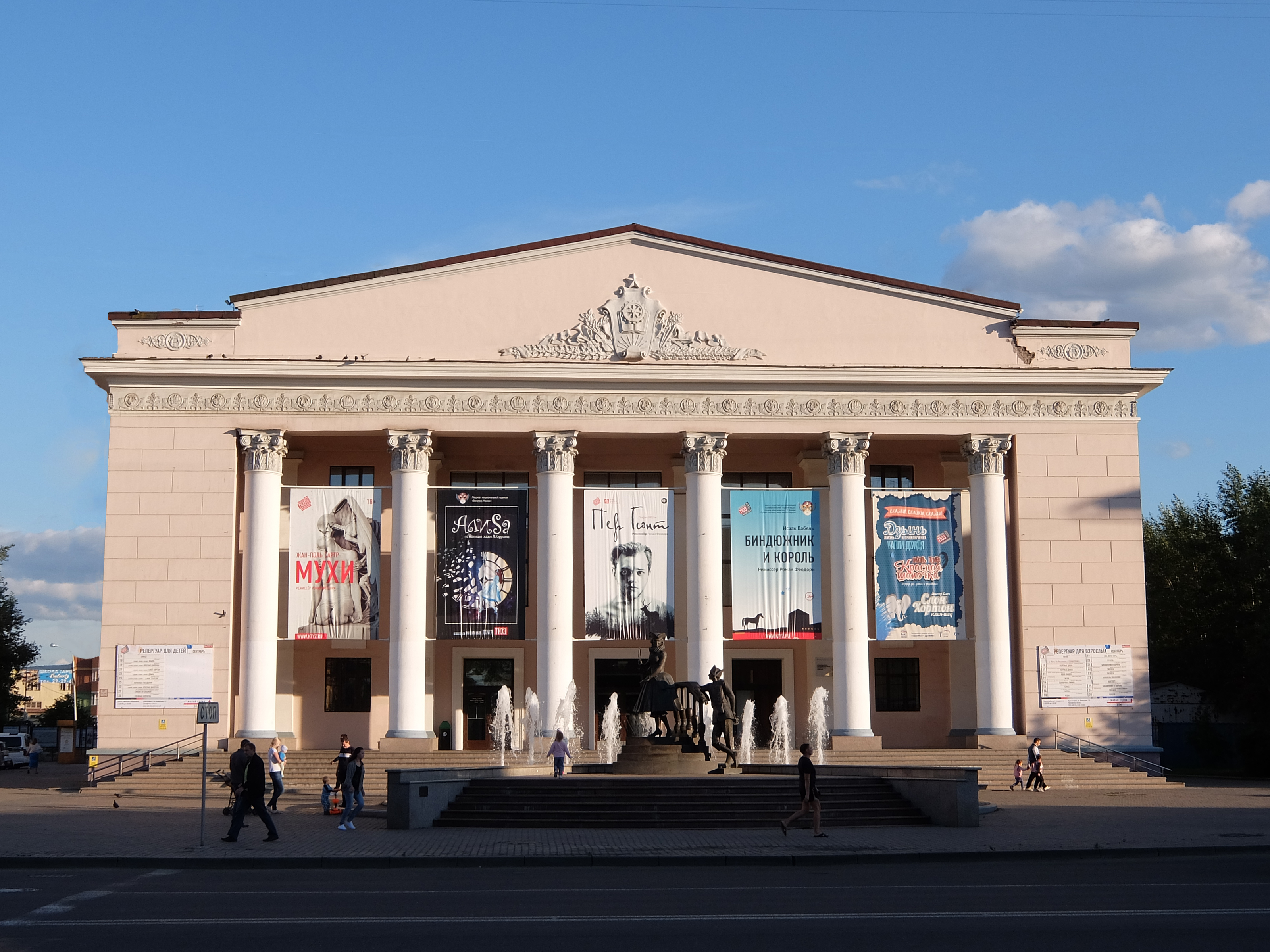
Театр юного зрителя
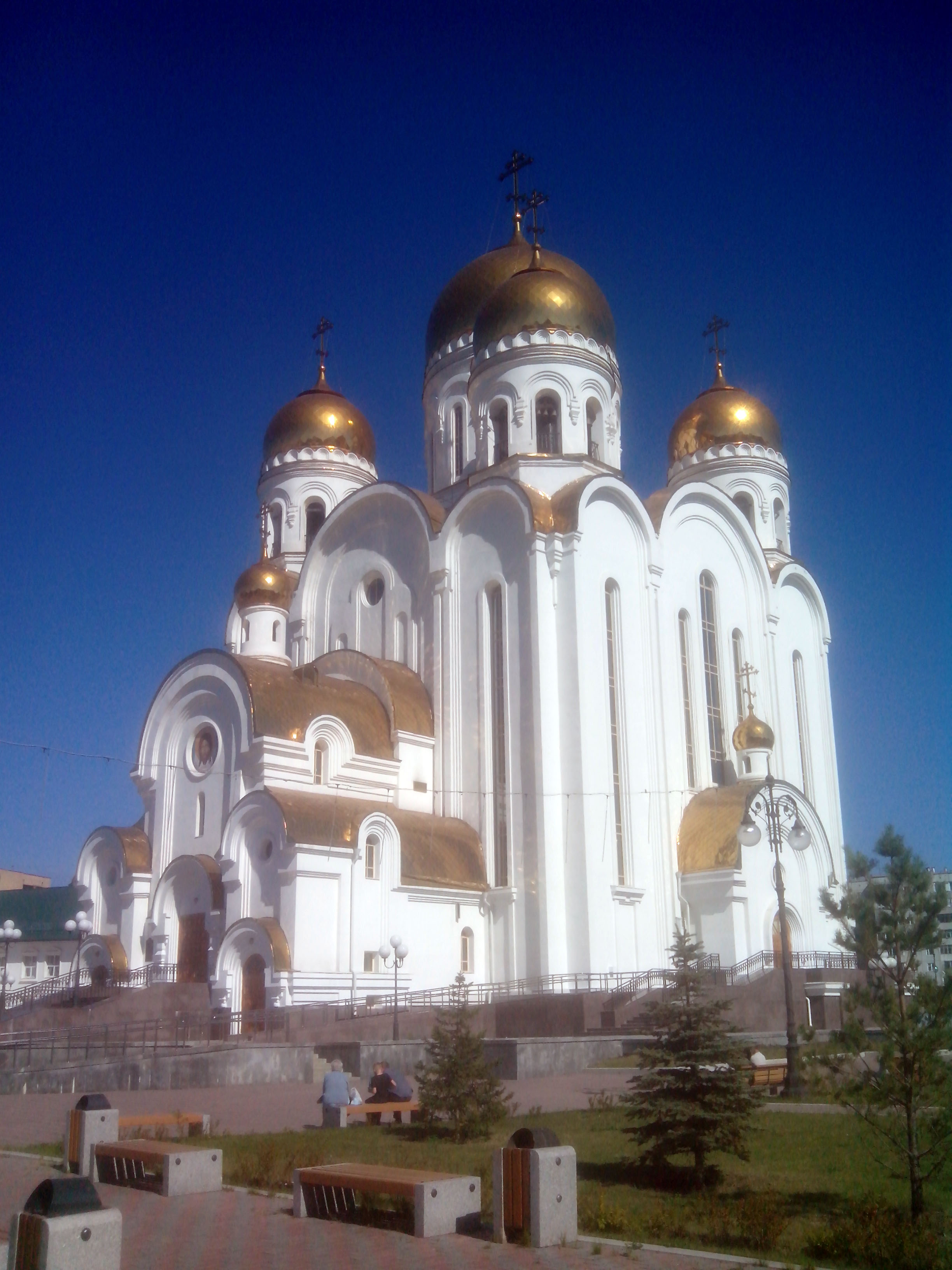
Храм Рождества Христова
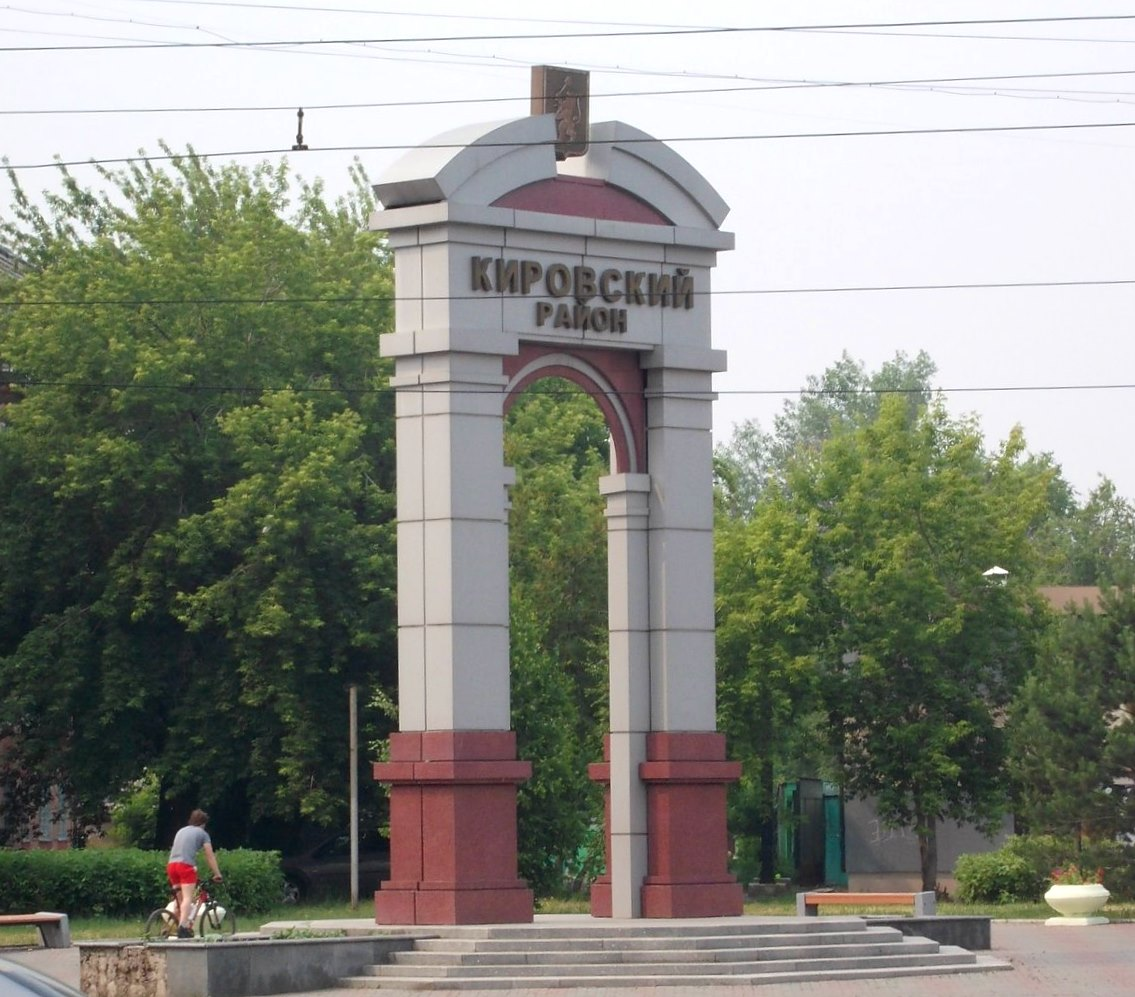
Знак